# Majang-dong
Majang-dong (koreanska: 마장동) är en stadsdel i stadsdistriktet Seongdong-gu i Sydkoreas huvudstad Seoul.